# 阿滴英文
阿滴英文（英語：Ray Du English）是由一對小時候從新加坡留學回來的台灣兄妹阿滴、滴妹組成的英文教學YouTube頻道，名稱來自阿滴英文姓名「Ray Du」的縮寫「RD」。2017年7月7日訂閱人數突破100萬，2019年1月11日頻道訂閱數超過200萬，為台灣第2個訂閱人數超過200萬的YouTube頻道。稱粉絲為「小滴」。阿滴現亦為台灣新媒體影音創作者協會理事長。

## 歷史
- 2015年1月11日，上傳第一支影片。[5]
- 2017年6月23日至25日，於台北、台中、高雄共舉辦三場簽書會，參加人數累積共1200人。7月7日晚上9點51分，阿滴英文頻道突破100萬訂閱。成為臺灣第六個百萬訂閱頻道。[6]7月24日，為宣傳台北世大運跟台北市市長柯文哲合作上傳影片阿滴英文頻道。
- 2019年1月11日晚上約9點10分，阿滴英文頻道突破200萬訂閱，成為臺灣第四個破兩百萬訂閱頻道。[7]2月18日，開始於「Hahow 好學校」平台上為新課程「百萬YouTuber攻心剪輯術」募資。由阿滴與資訊設計團隊圖文不符聯手推出影音時代必備課程，課程共有16個單元200分鐘，包含器材備置篇、拍攝規劃篇及後期剪輯篇。11月15日，營運「阿滴日常」頻道記錄生活，目標為持續每日更新一次，所有影片開放給觀眾上字幕。[8]之後工作室員工的勞動權益受到勞動局檢查，揪出2項不符勞基法規定事件，最終判賠4萬。[9][10]
- 2020年3月10日，世界爆發2019冠状病毒病疫情大流行時，阿滴與YouTuber張志祺、平面設計師聶永真等人眾籌新台幣1950萬元在紐約時報刊登「Taiwan can help」的廣告[11]，獲得了包括歐巴馬時期駐聯合國代表薩曼莎·鮑爾等人的響應[12]，但也引發相關爭議，之后阿滴发表公开信道歉称“不該代表全台灣”。[13][14]9月，與張志祺一同創辦「台灣新媒體影音創作者協會」，由阿滴擔任第一屆理事長，訂閱數超過1萬人的臺灣YouTuber即可申請加入。[15][16]
- 2021年5月15日，阿滴在FB轉貼一則向全世界喊話的防疫口號「看好了世界！台灣人只示範一次在兩周內解除三級」[17]，但事後疫情並未如他所說而有爭議，[18]，事後台灣關於武漢肺炎的三級警戒延續至同年7月23日才降級為二級警戒。7月11日，阿滴在影片中坦承自己罹患憂鬱症近1年，從去年集資在紐時刊登廣告後就開始有一些憂鬱傾向，常常覺得自己很爛、對工作表現很焦慮、睡眠障礙很嚴重、會害怕網路上的批評、也會無故地在床上發抖哭泣，但經過將近1年的時間，目前已經好轉了許多，並做影片和大家分享有效的經驗[19]。

## 成員
| 成員                    | 生日           | 宗教   | 學歷                                                                                    | 簡介                                                         | 系列                                                   | 系列                                  |
| 都省瑞（阿滴） Ray Du   | 1989年5月8日   | 基督徒 | 輔仁大學英文系碩士班多媒體英語教學組 輔仁大學英文系 臺北市私立東山高中 台北恩慈美國學校 | 國立教育廣播電台ICRT節目主持人 VoiceTube看影片學英語教學顧問 | 10個常用的英文句子台灣人常犯的英文錯誤英文练习技巧     | 2分鐘英語教室歌曲抢答赛English Corner |
| 都冠伶（滴妹） Crown Du | 1992年10月27日 | 基督徒 | 輔仁大學英文系 新北市私立崇光女子高級中學 台北恩慈美國學校                              |                                                              | 日常英文单字英文流行歌曲分享電影經典台詞英式英文看这里 | 2分鐘英語教室歌曲抢答赛English Corner |

## 代言
| 日期          | 品牌                         | 成員 | 備註               |
| ------------- | ---------------------------- | ---- | ------------------ |
| 2018年3月6日  | Whisper好自在Pure Skin衛生棉 | 滴妹 |                    |
| 2018年7月12日 | 海倫仙度絲「閃退你的油頭」   | 滴妹 | 跟這群人的展榮展瑞 |
| 2019年8月24日 | 熊寶貝淡香水系列             | 滴妹 |                    |

## 書籍
| 日期         | 書名                                                           | 出版社   | 書籍編號               |
| ------------ | -------------------------------------------------------------- | -------- | ---------------------- |
| 2017年6月1日 | 英語每日一滴：IG最夯，學校不教，聊天、搭訕、吐槽都有戲         | 如何出版 | ISBN 978-9-861-36488-9 |
| 2018年7月4日 | 跟著阿滴滴妹說出溜英文：網路人氣影片系列《10句常用英文》大補帖 | EZ TALK  | ISBN 978-9-862-48733-4 |
| 2022年6月1   | 按下暫停鍵也沒關係：在憂鬱症中掙扎了一年，我學到的事           | 如何出版 | ISBN 978-9-861-36623-4 |

## 音樂錄影帶
| 年份   | 歌手         | 曲名                           |
| 2018年 | 魏嘉瑩       | 《喜歡我吧》有你真好版         |
| 2018年 | 滴妹         | 《最好的樣子》滴妹首張個人單曲 |
| 2018年 | 阿滴（客串） | 《最好的樣子》滴妹首張個人單曲 |
| 2020年 | 滴妹         | 《每一個我》滴妹第二支個人單曲 |
| 2020年 | 阿滴（客串） | 《每一個我》滴妹第二支個人單曲 |

## 獎項

### 大型頒獎禮獲獎獎項
| 年份 | 頒獎機構   | 頒獎典禮名稱                   | 頒獎典禮日期  | 獎項           | 入圍者／作品                                            | 結果 |
| ---- | ---------- | ------------------------------ | ------------- | -------------- | ------------------------------------------------------- | ---- |
| 2020 | 上班不要看 | 中華民國（臺灣） · 第2屆走鐘獎 | 2020年2月29日 | 最佳動作指導獎 | 阿滴終於瘋了。                                          | 獲獎 |
| 2020 | 上班不要看 | 中華民國（臺灣） · 第2屆走鐘獎 | 2020年2月29日 | 最佳配樂獎     | 日本人英文好嗎? 實測日本第一學府東京大學「全英文對話」! | 提名 |

## 外部連結
- YouTube上的阿滴英文頻道
- 阿滴英文的Facebook專頁
- 阿滴英文的Instagram帳戶
- 阿滴英文的Threads